# 一ノ坂遺跡
一ノ坂遺跡（いちのさかいせき）は、山形県米沢市矢来に所在する縄文時代前期の集落遺跡。 1997年（平成9年）7月28日、国の史跡に指定された。
座標: 北緯37度54分34.0秒 東経140度4分53.5秒 / 北緯37.909444度 東経140.081528度

## 概要
長さ44メートル、幅4メートルの超大型住居を検出したことで知られる。同じ縄文時代前期の三内丸山遺跡（青森県青森市、長さ32メートル×幅10メートル）、杉沢台遺跡（秋田県能代市、長さ31メートル×幅8メートル）とならび縄文時代最大級の建造物で、長さだけからすれば日本最大規模を有する。
大型住居の性格や使用目的はさまざまに議論されているが、一ノ坂遺跡の場合は、多量の石器の未製品・半製品も出土したことから石器工房の跡であるとの見方も有力である。